# Carota di ghiaccio
Una carota di ghiaccio è una sezione semicircolare di ghiaccio ricavata tramite carotaggio dei ghiacciai o delle calotte polari. La carota può fornire utili indicazioni sul clima del passato, dato che le nevi riportano numerose  su diversi parametri atmosferici, quali temperatura, composizione dell'aria, radiazione solare ed eventi straordinari come eruzioni vulcaniche. L'affidabilità e la quantità di dati presenti in una carota di ghiaccio è molto maggiore in confronto ad altri metodi paleoclimatici, come la dendrocronologia (ceppi degli alberi) o l'uso delle varve. La lunghezza delle carote determina il numero di anni che si possono studiare. Il carotaggio in Antartide, ad esempio presso la Base Vostok o grazie al progetto EPICA (European Project for Ice Coring in Antarctica) sul Plateau Antartico, ha permesso agli scienziati di ricavare informazioni fino a 800 000 anni fa.

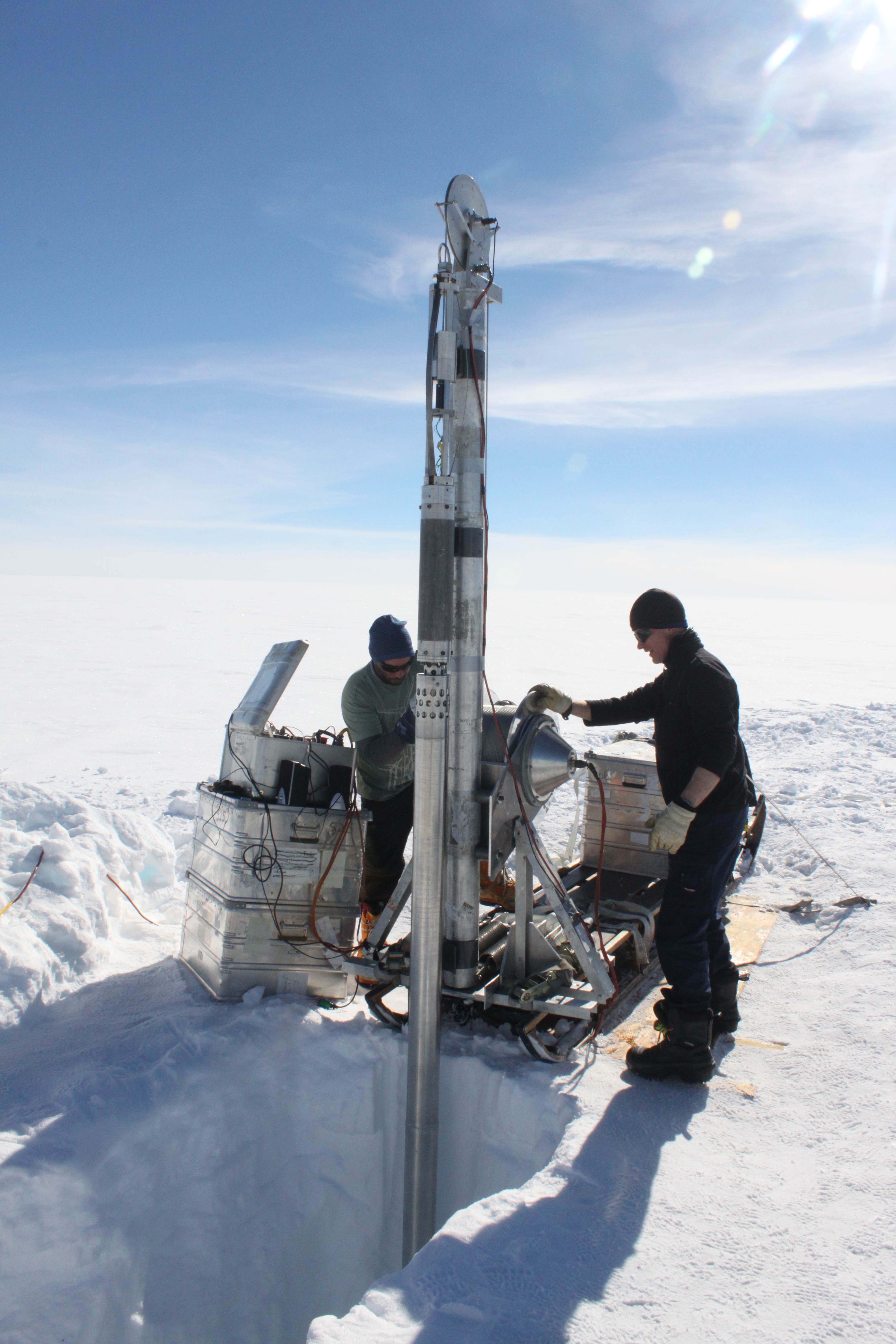
Il carotaggio del ghiaccio è una delle tecniche usate nella ricerca paleo-ambientale per studiare i cambiamenti ambientali del passato. L'analisi chimica di carote di ghiacciai alpini ha evidenziato lo sviluppo delle miniere e della lavorazione del piombo in epoca Romana: queste attività hanno provocato un vasto inquinamento atmosferico durato diversi secoli.

## Storia
Clair Patterson nel 1930 iniziò gli studi sulle carote di ghiaccio in Groenlandia scoprendo come prima del 1923 l'atmosfera terrestre fosse pressoché priva di piombo. Il ricercatore di Harvard Italo-Americano Alexander F. More ha provato che questa tesi era errata, pubblicando nel 2017 con l'American Geophysical Union un articolo basato su dati ad altissima risoluzione, generati dall'analisi di una carota del Colle Gnifetti, Monte Rosa (4450 m.a.s.l), nelle Alpi Italo - Svizzere, insieme a dati storici ed archaeologici molto dettagliati. La carota del Colle Gnifetti, essendo molto più vicina alle fonti di inquinamento umane in Europa, ha catturato nei suoi strati dettagli ben più nitidi delle carote della Groenlandia, le quali si trovano a monte dei venti prevalenti, provenienti dall'Ovest. Il Dr. More ed il suo team del Climate Change Institute (Università del Maine) e the Initiative for the Science of the Human Past at Harvard, hanno provato invece che l'uomo ha inquinato l'atmosfera con piombo e altre emissioni tossiche per gli ultimi duemila anni. La sola pausa in questo continuo inquinamento è rappresentata da cinque anni corrispondenti alla pandemia di peste del 1348-1353, con mortalità del 40-60% in Europa. Tale mortalità interruppe la produzione del piombo e altri metalli, come anche altre attività economiche.

## Struttura delle carote di ghiaccio
Il ghiaccio è formato dalla neve che si accumula, schiacciando gli strati sottostanti sotto il suo peso. È necessario che nelle aree dove si vogliano eseguire questi studi la temperatura esterna non superi mai gli 0 °C, neanche durante l'estate, poiché l'acqua andrebbe percolando attraverso il ghiaccio, distruggendone il prezioso contenuto di gas e altre sostanze ed invalidando i dati raccolti. La neve compattata prende il nome di firn, che è un materiale ancora poroso. Più sotto si trova il ghiaccio vero e proprio, che assume una colorazione blu: è da questo livello in poi che si può analizzare il contenuto e datare la carota, poiché più sopra è ancora presente un ricambio d'aria.

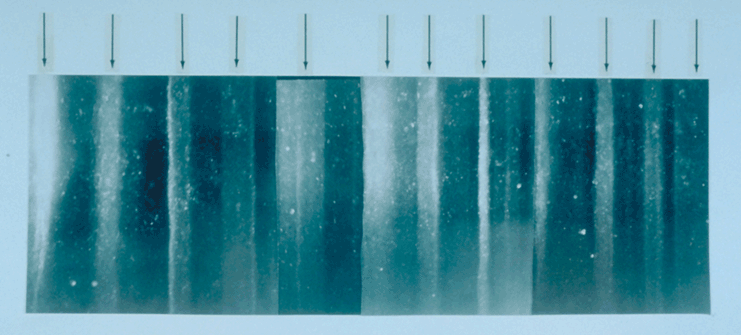
Sezione lunga 19 cm di una carota di ghiaccio nella quale è possibile distinguere i singoli strati annuali. Le frecce indicano i periodi estivi

### Datazione delle carote
Fino ad un certo livello è possibile distinguere i singoli strati che rappresentano un anno di vita del ghiacciaio. Infatti, ad ogni ciclo stagionale corrisponde una certa quantità e qualità del ghiaccio: ad esempio, nell'emisfero meridionale, le precipitazioni invernali che avvengono da aprile a settembre sono più consistenti e formano ghiaccio dalla colorazione più scura, mentre gli strati estivi sono decisamente più chiari e meno lunghi.
Negli strati inferiori bisogna ricorrere ad altri metodi di datazione. Le eruzioni vulcaniche, che possono essere datate accuratamente tramite stratigrafia isotopica, possono essere riconosciute tramite le particolari sostanze emesse dal vulcano, datando così un certo strato. Modelli matematici possono essere impiegati per calcolare la lunghezza prevista degli strati, assumendo ad esempio una certa quantità di precipitazioni annuali. La datazione delle carote può comunque essere alquanto imprecisa, ed errori di qualche migliaio di anni alle profondità più elevate sono inevitabili.

## Dati paleoclimatici

Grafico raffigurante i dati ricavati da una carota di ghiaccio estratta nei pressi di Vostok. In blu è indicata la temperatura, in verde la quantità di anidride carbonica ed in rosso le polveri vulcaniche

Il ghiaccio può essere studiato in diversi modi. La sua conduttività elettrica ad esempio fornisce importanti dati sulla sua composizione, soprattutto in termini di impurità come polveri desertiche (che possono indicare un periodo con venti più forti) o materiale vulcanico.
L'acqua stessa che forma il ghiaccio viene analizzata in termini di contenuto isotopico. Poiché i differenti isotopi dell'ossigeno hanno diverse velocità di evaporazione e condensazione, la misurazione del Delta-O-18 permette di ricavare informazioni sulla temperatura degli oceani e dell'atmosfera in un particolare periodo storico. La radiazione solare può essere calcolata tramite gli isotopi del berillio: la concentrazione di Be-10 è infatti proporzionale all'intensità dei raggi cosmici che colpiscono la Terra.
Inoltre, bolle d'aria intrappolate all'interno del ghiaccio racchiudono l'atmosfera dei tempi passati. L'analisi grazie alla spettrometria di massa o alla gascromatografia può fornire i valori di diverse sostanze, come l'anidride carbonica o il metano. Ciò è molto l'utile per determinare la composizione atmosferica passata ed anche per prevedere i possibili effetti dei cambiamenti climatici dovuti all'emissione di gas serra. Ricostruzioni dai ghiacci ricavati a Vostok indicano una forte correlazione fra la temperatura e la quantità di CO2 presente nell'atmosfera.